# Депельснер, Элизабет
Элизабет Депельснер (нидерл. Elizabeth Depelsner; 23 августа 1913 — 24 января 1998) — бельгийская коммунистка, член разведывательной сети «Красная капелла». Оперативный псевдоним — Бетти.

## Биография
В 1941 и 1942 годах обслуживала группу Ефремова в Брюсселе. В 1942 году вместе с Ириной Саймо и другими лицами заботилась о жилье и устройстве советских агентов-парашютистов, прибывших в Бельгию. Элизабет была вдовой Альбера Депельснера, который в 1940 году занимал должность военного прокурора в Брюсселе. В ноябре 1941 года он был арестован немцами и казнён за поддержку коммунистов.
Элизабет была по профессии адвокатом. Одно время она служила в фирме Филипс, расположенной на улице Андерлехт в Брюсселе, но за сочувствие к коммунистам была уволена. Осенью 1941 года уговорила Жана и Жанну Оттен предоставлять убещиже жившим в подполье партизанам . Была арестована немцами в июле 1942 года, после того как те схватили Йона Крюйта. Выдала её Марта Вандехен. Во время войны Элизабет вступила в связь с Францем Шнайдером и жила с ним в 1946 и 1947 годах в Швейцарии. 2 августа 1947 года они поженились, но затем разошлись. В 1960 году она имела контакты с руководством Бельгийской коммунистической партии. Элизабет Депельснер — автор книги Братская симфония, описывающей дни заключения Мириам Сокол в каменном мешке форта Бреендонк. Скончалась в 1998 году 24 января.